# Hermann Hager

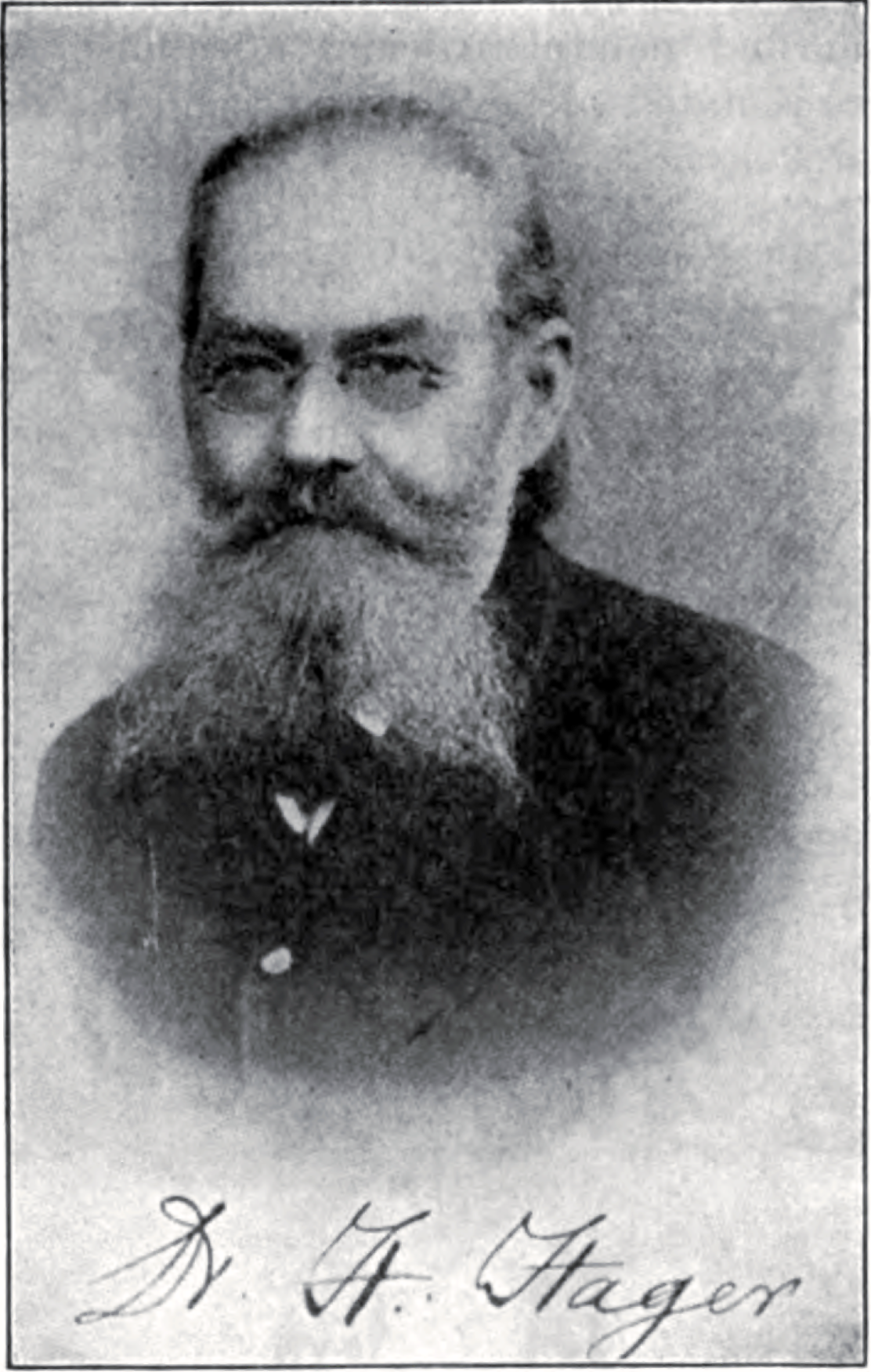
Hermann Hager

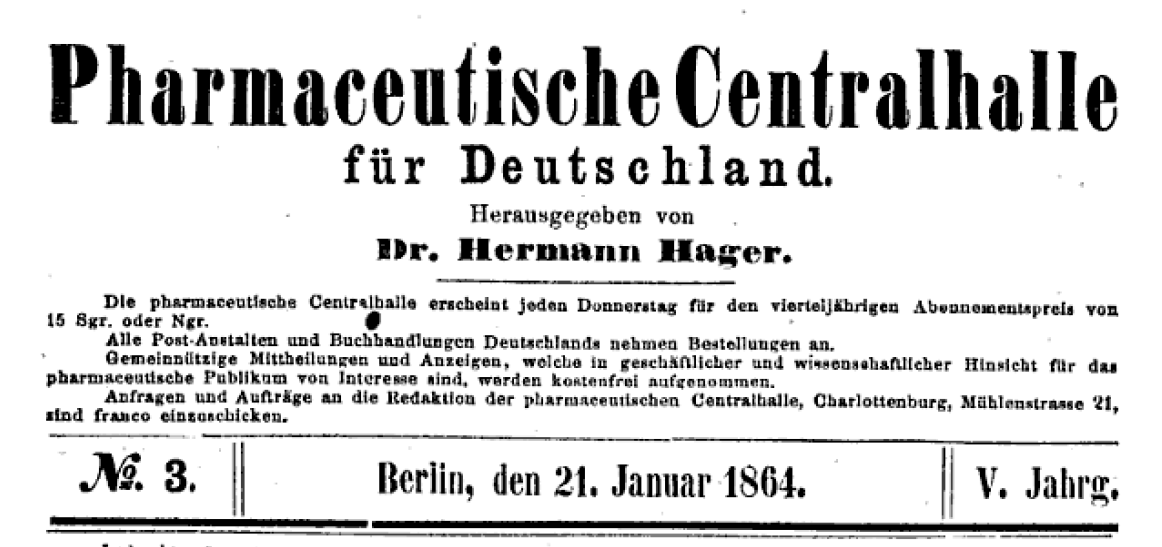
Pharmaceutische Centralhalle für Deutschland

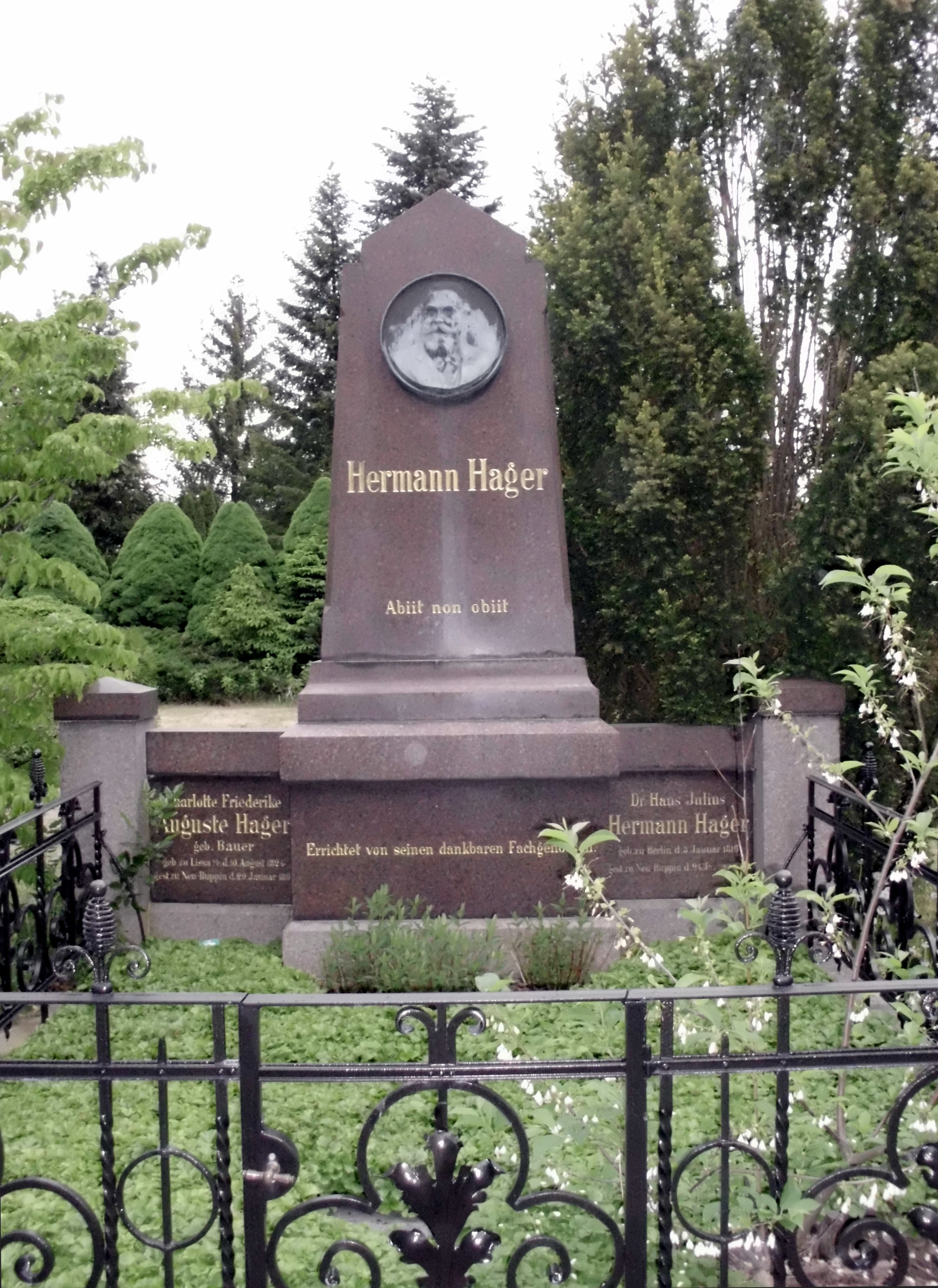
Hermann Hager Grabstätte

Hans Hermann Julius Hager (* 3. Januar 1816 in Berlin; † 24. Januar 1897 in Neuruppin) war ein deutscher Apotheker, Chemiker und Autor pharmazeutischer und botanischer Schriften.

## Lebenslauf
Hermann Hager kam als Sohn des Militärarztes Johannes Hager zur Welt. Hager besuchte in Torgau die Schule bis zum Gymnasium. Mit sechzehn Jahren machte er seine Ausbildung zum Apotheker in der Löwen-Apotheke Salzwedel und legte im Jahre 1841 ohne vorheriges Studium seine Staatsprüfung ab. Zwei Jahre später kaufte er eine Apotheke in Fraustadt und blieb dort bis 1859. Die nächste Station seines Lebens war Berlin, ehe er eine alte Pulvermühle bei Fürstenberg (Oder) erwarb. Zehn Jahre später lebte er in Frankfurt (Oder). Als Herausgeber der Zeitschrift Pharmazeutische Centralhalle war er bis 1879 tätig, er war Mitherausgeber der Industrieblätter (1863–1894). Hager entdeckte zahlreiche neue Prüfungsmethoden, u. a. auf dem Gebiet der Lebensmittelchemie, erfand für sein Fach Apparate und neue Verfahren und galt als „einer der fruchtbarsten Schriftsteller der Pharmazie“ und Übersetzer, so verfasste er u. a. den amtlichen lateinischen Text zur Pharmacopoea Germanica I.
Er war Mitglied zahlreicher Pharma- und verwandter Gesellschaften und der American Pharmaceutical Association und begründete seinen Weltruf vor allem durch sein „Manuale pharmaceuticum Hageri,“ und das „Handbuch der pharmazeutischen Praxis“. Im Jahre 1896 zog Hager zu seinem Sohn nach Neuruppin, wo er am 24. Januar 1897 starb. Seine Ehefrau Charlotte Friederike Auguste Bauer (* 10. August 1824 in Lissa; † 29. Januar 1897 in Neuruppin) ist neben ihm beigesetzt worden. Das Paar hatte noch eine Tochter.

## Publikationen
- Handbuch der pharmazeutischen Receptirkunst, 1850, unter dem Titel „Technik der pharmazeutischen Receptur“ 1862 erschienen (Reprint, Nabu Press 2010, ISBN 1-146-63949-X)
  - 3. Auflage 1875
  - 4. Auflage 1884
- Die neuesten Pharmakopöen Norddeutschlands. Kommentar zu der preussischen, sächsischen, hannöverschen, hamburgischen und schleswig-holsteinischen Pharmakopoe; für Apotheker, Ärzte und Medicinalbeamte. Günther, Lissa 2 Bände 1855/1857 Digitalisierte Ausgabe der Universitäts- und Landesbibliothek Düsseldorf
- Zeitschrift Pharmazeutische Centralhalle für Deutschland, 1859
- Manuale pharmaceuticum Hageri, 2 Bände, 1859, 1873 (Hagers Enzyklopädie der Arzneistoffe und Drogen)
- Anleitung zur Fabrikation künstlicher Mineralwässer, 1860
- Medicamenta homoeopathica et isopathica omnia, ad id tempus a medicis aut examinata aut usu recepta, 1861
- Lateinisch-deutsches Wörterbuch zu den neuesten und auch älteren Pharmakopöen, dem Manuale pharmaceuticum Hageri und anderen pharmaceutischen und botanischen Schriften, 1863
- Manuale pharmaceuticum seu Promptuarium, quo et praecepta notatu digna pharmacopoearum variarum et ea, quae ad paranda medicamenta in pharmacopoeas usitatas non recepta sunt, atque etiam complura adjumenta et subsidia operis pharmaceutici continentur, E. Günther Leipzig 1866 (Digitalisierte Ausgabe der Universitäts- und Landesbibliothek Düsseldorf)
  - Ed. 2, auct. atque em. - Vol. primum. 1861
  - Ed. 2, auct. atque em. - Vol. alterum. Adjumenta varia chemica et pharmaceutica atque Subsidia ad parandas Aquas minerales. 1866
  - Ed. quarta 1875
- Das Mikroskop und seine Anwendung: ein Leitfaden bei mikroskopischen Untersuchungen für Beamte der Sanitäts-Polizei, Aerzte, Apotheker, Schullehrer etc. Springer, Berlin 1866. Digitalisierte Ausgabe der Universitäts- und Landesbibliothek Düsseldorf
- Kommentar zu der siebenten Ausgabe der Pharmacopea Borussica mit besonderer Berücksichtigung der neusten Pharmakopöen des Königreichs Hannover und des Kurfürstenthums Hessen. Günther, Lissa 1865 Digitalisierte Ausgabe der Universitäts- und Landesbibliothek Düsseldorf
- Erster Unterricht des Pharmaceuten, 1868, 1871 (Reprint Kessinger Pub Co 2010, ISBN 978-1-161-16441-1)
- Botanischer Unterricht in 150 Lectionen: Für Angehende Pharmaceuten Und Studirende Mediciner, 1869 (Reprint Kessinger Pub Co 2010, ISBN 1-160-33011-5)
- Übersetzung des Deutschen Arzneibuches ins Lateinische, 1872.
- Pharmacopoeae recentiores Anglica, Gallica, Germaniae, Helvetica, Russiae inter se collatae : Supplementum Manualis pharmaceutici Hageri. Günther, Vratislaviae 1869 Digitalisierte Ausgabe der Universitäts- und Landesbibliothek Düsseldorf
- Deutsche Pharmakopöe. Pharmacopoea Germanica, 1872 (Reprint Deutscher Apotheker Verlag 1981, ISBN 3-7692-0646-0)
- Untersuchungen, Ein Handbuch der Untersuchung, Prüfung und Werthbestimmung aller Handelswaaren etc., 2 Bde., 1870/74
- Commentar zur Pharmacopoea Germanica: mit zahlreichen in den Text gedruckten Holzschnitten. Springer, Berlin 1873 Digitalisierte Ausgabe der Universitäts- und Landesbibliothek Düsseldorf
  - Digitalisierte Ausgabe Band 1
  - Digitalisierte Ausgabe Band 2
  - Digitalisierte Ausgabe Band 1, Ed. altera
  - Digitalisierte Ausgabe Band 2, Editio II.
- Handbuch der pharmazeutischen Praxis, 1875 (8 Bände, diverse Neuauflagen, Springer Verlag, Berlin)
- Handbuch der pharmaceutischen Praxis: für Apotheker, Ärzte, Drogisten und Medicinalbeamte, 1876. Digitalisierte Ausgabe der Universitäts- und Landesbibliothek Düsseldorf
  - Bd. 1, 1876 (Digitalisat)
  - Bd. 2, 1878 (Digitalisat)
  - Erg.-Bd. 2., unveränd. Abdr.
- in Gemeinschaft mit O. Appel, G. Brandes, E.K. Wolff: Das Mikroskop und seine Anwendung. Ein Leitfaden bei mikroskopischen Untersuchungen für Apotheker, Aerzte, Medicinalbeamte, Kaufleute, Techniker, Schullehrer, Fleischbeschauer etc. Verlag Julius Springer, Berlin 1879 (Reprint, Nabu Press 2010, ISBN 1-141-11323-6)
- Botanischer Unterricht in 160 Lectionen: für angehende Pharmaceuten und studirende Mediciner, J. Springer, 1880
- Hagers Untersuchungen: ein Handbuch der Untersuchung, Prüfung und Wertbestimmung aller Handelswaren, Natur- und Kunsterzeugnisse, Gifte, Lebensmittel, Geheimmittel etc. 2. Aufl. Günther, Leipzig 1885 (Digitalisat)
  - 1. 1885
  - 2. 1888
- Erster Unterricht des Pharmaceuten. Band 1: Chemisch-pharmaceutischer Unterricht in 125 Lectionen. Springer, Berlin  1885 Digitalisierte Ausgabe der Universitäts- und Landesbibliothek Düsseldorf
- Manuale pharmaceuticum seu Promptuarium, quo et Praecepta notatu digna Pharmacopoearum variarum et ea, quae ad paranda Medicamenta in Pharmacopoeas usitatas non recepta sunt, atque etiam complura Adjumenta et Subsidia Operis pharmaceutici continentur. Editio sexta. Günther, Lipsiae 1892. Digitalisierte Ausgabe der Universitäts- und Landesbibliothek Düsseldorf
- Commentar zur Pharmacopoea Germanica (Reprint Band 1, Nabu Press 2010, ISBN 978-1-145-77222-9)
- Chemische Reactionen zum Nachweise des Terpentin Oels in den aetherischen Oelen in Balsamen etc., J. Springer 1885 (Reprint, Nabu Press 2010, ISBN 978-1-141-24484-3)

## Ehrungen
- Doktor der Philosophie und den Ehrendoktor der Medizin der Universität Jena
- Hermann-Hager-Medaille, Vergabe durch die Landesapothekerkammer Brandenburg an verdienstvolle Apotheker sowie an andere Personen, die sich um das Apothekenwesen des Landes Brandenburg in besonderer Weise verdient gemacht haben.[2]